# The Originals (Kiss)
The Originals è la prima raccolta ufficiale del gruppo hard rock statunitense Kiss, pubblicata il 21 luglio 1976 per l'etichetta discografica Casablanca Records.
La raccolta è composta da tre dischi contenenti ciascuno i primi album pubblicati dal gruppo, ovvero Kiss, Hotter than Hell e Dressed to Kill. L'album include al suo interno anche un booklet di quattordici pagine sulla storia del gruppo, un adesivo (recante il marchio della Kiss Army) ed alcune carte da gioco con immagini di ogni singolo membro del gruppo. L'album raggiunse la trentaseiesima posizione nella classifica statunitense nel settembre del 1976.
Nel maggio del 1977 fu pubblicata una seconda edizione della raccolta che si differenzia dalla prima per la scritta Second Printing, che ha raggiunto come punto massimo in classifica la posizione numero 125 nel giugno del 1977.

## Tracce
- Kiss - 35:11
- Hotter Than Hell - 33:11
- Dressed To Kill - 30:07

## Formazione
- Paul Stanley: voce, chitarra ritmica
- Gene Simmons: voce, basso
- Ace Frehley: chitarra solista
- Peter Criss: voce, batteria